# Rostrenen
Rostrenen (en bretó Rostrenenn) és un municipi francès, situat a la regió de Bretanya, al departament de Costes del Nord. L'any 1999 tenia 3.616 habitants. El 13 de setembre de 2004 el consell municipal va aprovar la carta Ya d'ar brezhoneg. A l'inici del curs 2007 el 34,1% dels alumnes del municipi eren matriculats a la primària bilingüe.

## Demografia
| 1962                                       | 1968 | 1975 | 1982 | 1990 | 1999 |
| ------------------------------------------ | ---- | ---- | ---- | ---- | ---- |
| 217                                        | 243  | 199  | 187  | 152  | 171  |
| Des de 1962: població sense dobles comptes |      |      |      |      |      |

## Administració
| Període   | Identitat           | Partit        |
| --------- | ------------------- | ------------- |
| 2001-2008 | Ange Herviou        | PCF           |
| 2008-     | Jean Paul Le Boëdec | Divers droite |

## Personatges il·lustres
- Jean Le Fustec, periodista i druida.
- Françoise Morvan, escriptor
- Philomène Cadoret, escriptora, am el pseudònim de Koulmig Arvor